# Żyły przeponowe górne
Żyły przeponowe górne (łac. venae phrenicae superiores) – w anatomii człowieka żyły zbierające krew z górnej powierzchni przepony. W swoim przebiegu towarzyszą tętnicom przeponowym górnym. Wpadają do żyły nieparzystej i żyły nieparzystej krótkiej, a za ich pośrednictwem do żyły głównej górnej.